# Rej

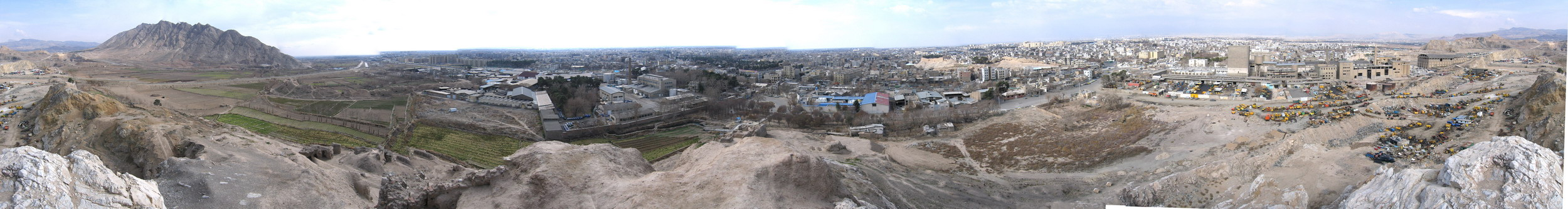
Panorama Reju

Ten artykuł dotyczy miasta w Iranie. Zobacz też: Mikołaj Rej
Rej (pers.ری) (albo Raj, Ar-Rajj) – dzielnica Teheranu.
Rej było jednym z najstarszych miast Iranu. Pierwsze ślady osadnictwa na jego miejscu pochodzą już z trzeciego tysiąclecia p.n.e. Miasto odgrywało ważną rolę już w państwie Medów. Po podboju arabskim bardzo szybko stało się ważnym ośrodkiem szyitów. Było stolicą prowincji Dżibal za czasów kalifatu oraz późniejszego emiratu Bujidów na tym terenie. Okresowo pełniło także funkcję stolicy niektórych Seldżukidów. Współcześnie stanowi ono część Teheranu.